# Spartaco Albertarelli
Spartaco Albertarelli (Milano, 19 marzo 1963) è un autore di giochi e giornalista italiano.
Collabora dal 1987 con Editrice Giochi, uno dei massimi editori italiani di giochi da tavolo. È stato per 10 anni responsabile editoriale dell'edizione italiana di Dungeons & Dragons ed è, dal 1992, responsabile dello sviluppo della linea RisiKo!. Ha pubblicato decine di giochi per adulti e per bambini, molti dei quali tradotti in più lingue, fra cui il giapponese e il coreano.

## Premi
- 1995: As d'Or per Category[1]
- 1996: As d'Or per Kaleidos[2]
- 1995: Kaleidos finalista allo Spiel des Jahres[3]
- 2006: Spiel fur viele per Pow wow
- 2009: Kaleidos vincitore del Deutscher Lernspielpreis, categoria "ab 9 Jahren" (da 9 anni in su)
- 2009: Magnifico Ludoteca Ideale
- 2009: Kaleidos Best of Show side awards per il miglior profilo artistico
- 2009: Spartaco Albertarelli è la Personalità Ludica dell'Anno 2008[4].
- 2010: Kaleidos è Gioco dell'Anno in Norvegia.
- 2013: Best of show alla carriera[5].

## Ludografia essenziale
- FutuRisiKo!, Editrice Giochi, 1992.
- Colpevole, Editrice Giochi, 1992.
- Colombo, Editrice Giochi, 1992.
- Visual Game, Editrice Giochi, 1992.
- Druid, Editrice Giochi, 1993[6].
- People Game, Editrice Giochi, 1993.
- Risiko Ed. Torneo, Editrice Giochi, 1993.
- Category, Editrice Giochi, 1994.
- Luna Park, Editrice Giochi, 1994.
- Kaleidos, Editrice Giochi, 1995. Ystari 2008
- Anno domini, Editrice Giochi, 1995.
- La zingara, Editrice Giochi, 1996.
- Chi6, Albedo, 1996.
- Risikard, Editrice Giochi, 1996.
- Il Gioco del Campionato, Editrice Giochi, 1996.
- Fair Play, Editrice Giochi, 1996.
- Ponte Vecchio, Editrice Giochi, 1996.
- 007 Il gioco di James Bond, Editrice Giochi, 1997.
- Golden Goal, Editrice Giochi, 1997.
- In Bocca al Lupo!, Editrice Giochi, 1998.
- Manara Game, Lo Scarabeo, 2000.
- Manara Hard Game, Lo Scarabeo, 2000.
- Logol, Editrice Giochi, 2000.
- Pit Stop, Editrice Giochi, 2001.
- Quiz Show, Editrice Giochi, 2001.
- Diceland, Kidult Game, 2002.
- Dicerun, Kidult Game, 2002.
- America's Cup, Editrice Giochi, 2002.
- Risiko Master, Editrice Giochi, 2002.
- Coyote, Kidult Game / Tilsit, 2003. Oliphante, 2010. Gigamic, 2011
- Polterdice, Kidult Game, 2003.
- Affari tuoi, Editrice Giochi, 2004.
- L'isola dei famosi, Editrice Giochi, 2004.
- Il Gioco del Fantacalcio, Editrice Giochi, 2004.
- SPQRisiKo!, Editrice Giochi, 2005.
- La Ghigliottina, Editrice Giochi, 2006.
- Pow Wow, Ravensburger, 2006.
- Risiko Narnia, Editrice Giochi, 2006.
- Petropoli, Editrice Giochi, 2007.
- Dust, Editrice Giochi, Fantasy Flight Games 2007.
- Camper Tour, Ghenos Games, 2007.
- Soliti Ignoti, Editrice Giochi, 2008.
- Le avventure di Indiana Jones, Editrice Giochi, 2008.
- Magnifico, Dust Games, Editrice Giochi 2008.
- Risiko Junior, Editrice Giochi 2009.
- Metropoli, Editrice Giochi 2010.
- Risiko Challenge, Editrice Giochi 2010.
- TankAttack!, Editrice Giochi 2011.
- Vektorace, Ghenos Games, 2018.
- Cyberment: The Game, Cyberment, 2023.